# Rognan

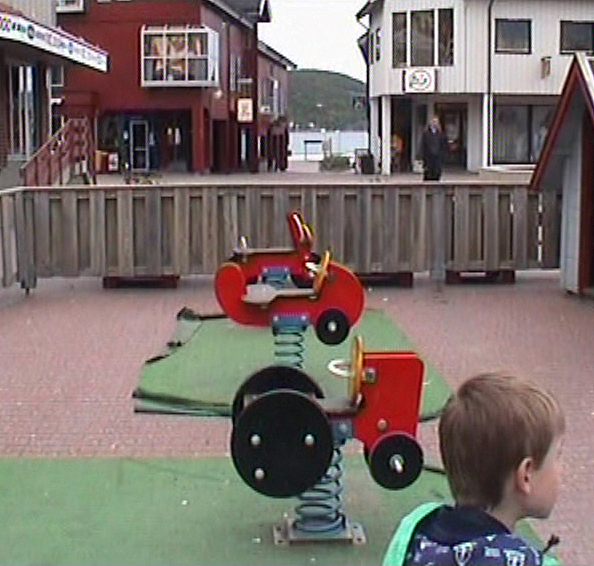
Im Ortszentrum von Rognan

Rognan (pitesamisch: Rågno; südsamisch: Råggno) ist eine Ortschaft in der norwegischen Kommune Saltdal in der Provinz (Fylke) Nordland. Der Ort stellt das Verwaltungszentrum von Saltdal dar und hat 2641 Einwohner (Stand: 1. Januar 2024).

## Lage
Die Straße E6 führt um den Ortskern herum. Die Nordlandbahn (Nordlandsbanen) hat hier einen Bahnhof. Es gibt einen kleinen Hafen und Einkaufszentrum sowie einen ganzjährig geöffneten Campingplatz direkt am Fjord. Der Ort liegt an der Mündung des Flusses Saltelva in den Saltdalsfjord. Etwas außerhalb des Ortes an der E6 befindet sich das Polarsirkelsenteret, ein Museum über die Natur des Polarkreises.